# Wiktor Kuzniecow (naukowiec)
Wiktor Iwanowicz Kuzniecow (ros. Виктор Иванович Кузнецов, ur. 14 kwietnia?/27 kwietnia 1913 w Moskwie, zm. 22 marca 1991 tamże) – radziecki naukowiec, dwukrotny Bohater Pracy Socjalistycznej (1956 i 1961).

## Życiorys
Skończył szkołę średnią w Borowiczach, pracował jako elektromonter, w latach 1933–1938 studiował w Leningradzkim Instytucie Politechnicznym, po czym został inżynierem-badaczem w zakładzie nr 212 Ludowego Komisariatu Przemysłu Stoczniowego w Leningradzie. Od 1940 pracował w moskiewskim Instytucie Naukowo-Badawczym-10, w 1941 był delegowany służbowo do Berlina, gdzie po ataku Niemiec na ZSRR został aresztowany i skazany na 10 lat więzienia, jednak w sierpniu 1941 zwolniony wraz z innymi radzieckimi specjalistami technicznymi i wrócił do ZSRR. W 1942 został członkiem WKP(b), od 1943 pracował w Specjalnym Biurze Konstruktorskim Ludowego Komisariatu Przemysłu Stoczniowego ZSRR jako szef wydziału i zastępca szefa biura, opracowywał sprzęt (m.in. żyroskopy) dla artylerii okrętowej. W 1945 został delegowany służbowo do Niemiec, zapoznał się z rakietą V-2, od maja 1946 był głównym konstruktorem Instytutu Naukowo-Badawczego-10 i zajmował się opracowywaniem żyroskopów dla pierwszej radzieckiej techniki rakietowej, od 1956 do końca życia pracował w Instytucie Naukowo-Badawczym-944 jako główny inżynier, zastępca dyrektora i kierownik naukowy. Opracował żyroskopy dla rakiet R-1, R-2, R-5, R-7 i międzykontynentalnych pocisków R-16, R-36, UR-100 i wielu ich modyfikacji, a także żyroskopu na pierwszym statku kosmicznym Wostok 1. Był członkiem Rady Głównych Konstruktorów techniki Kosmicznej kierowanej przez Siergieja Korolowa. Od 1968 był członkiem korespondentem Akademii Nauk ZSRR, w 1959 otrzymał stopień doktora nauk technicznych, a w 1973 tytuł profesora. Został pochowany na Cmentarzu Nowodziewiczym.

## Odznaczenia i nagrody
- Medal Sierp i Młot Bohatera Pracy Socjalistycznej (dwukrotnie – 20 kwietnia 1956 i 17 czerwca 1961)
- Order Lenina (trzykrotnie – 20 kwietnia 1956, 26 kwietnia 1973 i 26 kwietnia 1983)
- Order Rewolucji Październikowej (26 kwietnia 1971)
- Order Czerwonego Sztandaru Pracy (dwukrotnie – 28 kwietnia 1963 i 17 września 1975)
- Nagroda Leninowska (1957)
- Nagroda Stalinowska (dwukrotnie – 1943 i 1946)
- Nagroda Państwowa ZSRR (trzykrotnie – 1963, 1967 i 1977)

I medale.